# گیاه هوا

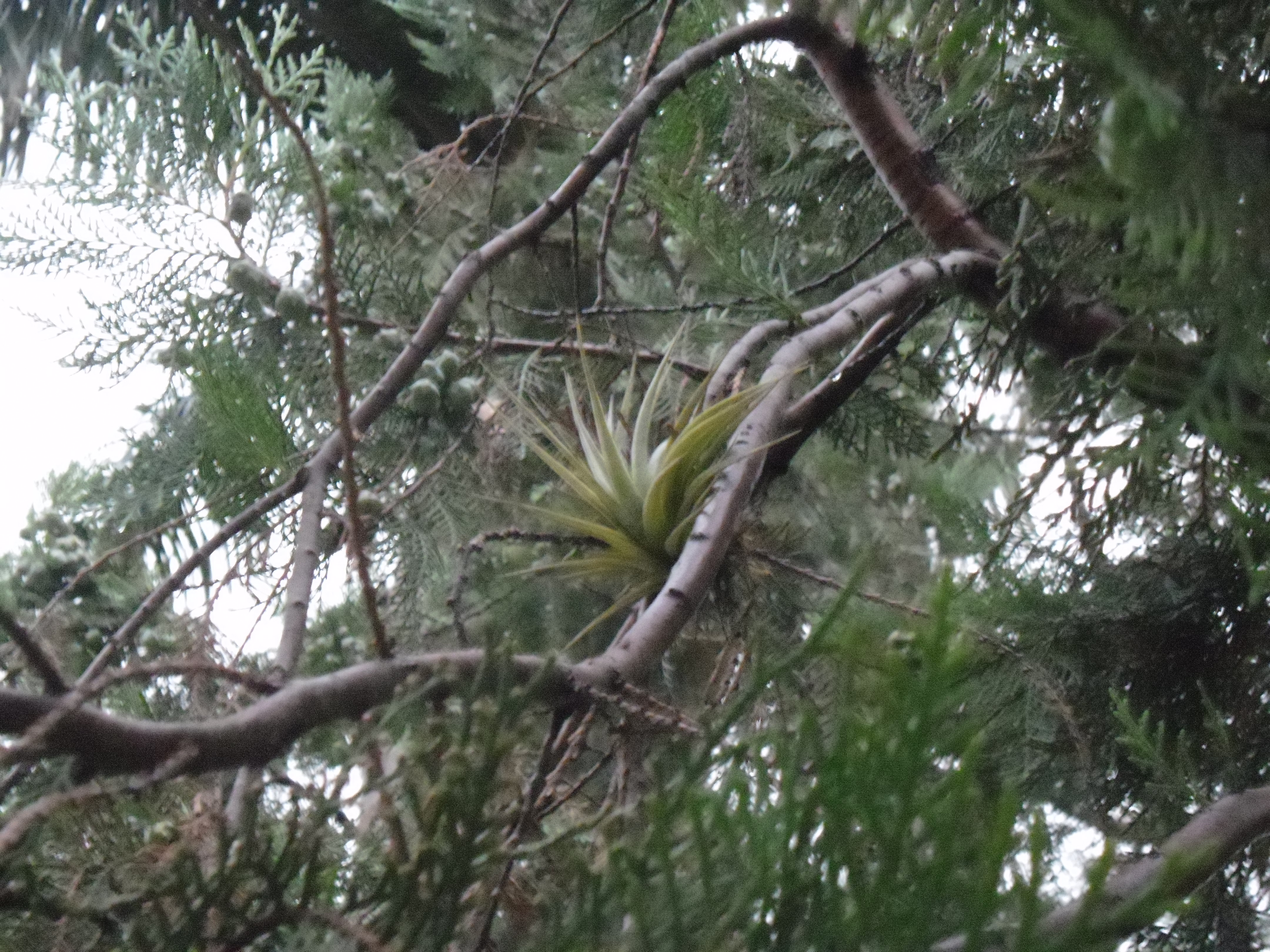
یک‌نوع «گیاه هوا» از خانوادهٔ آناناسیان - ۲۰۱۶

گیاه هوا(نام علمی: Tillandsia brachycaulos) ، در گروه گیاهان هوازی و از خانواده آناناسیان است.
این گیاه بومی پهنه‌های مکزیک  ،آمریکای مرکزی و ونزوئلا است، 
و آب و هوای گرم و آفتابی را دوست دارد. برگ‌های این گیاه رزت شکل است و رنگ برگ‌ها با توجه به میزان نور دریافتی از سبز نقره‌ای تا صورتی روشن و بنفش متغیر است که در زمان بلوغ به ۱۲ سانتی‌متر و در طول رشد به ۲۵ سانتی‌متر خواهد رسید. گل در مرکز رزت‌ها و با رنگ بنفش ظاهر می‌گردد.

## نگهداری
این گیاه هفته‌ای ۳ مرحله در گرما و ۲ مرحله در ایام سرد نیاز به آب دارد. حداقل رطوبت مورد نیاز ۵۰ ٪ است. دمای مناسب در روز ۲۵ تا ۳۵ درجه و در شب ۱۸ تا ۲۸ درجه سانتیگراد است. ازدیاد از طریق کشت بذر و جدا نمودن تنه جوش انجام می‌گیرد. نیاز نوری این گیاه بالا است.